# Kachalvand
Kachalvand (persiska: کچل وند پاپی, کچلوند) är en ort i Iran.   Den ligger i provinsen Lorestan, i den västra delen av landet, 400 km sydväst om huvudstaden Teheran. Kachalvand ligger 1 127 meter över havet och antalet invånare är 142.
Terrängen runt Kachalvand är huvudsakligen kuperad, men den allra närmaste omgivningen är platt.Runt Kachalvand är det ganska tätbefolkat, med 72 invånare per kvadratkilometer. Närmaste större samhälle är Vasīān, 4,5 km söder om Kachalvand. Omgivningarna runt Kachalvand är i huvudsak ett öppet busklandskap.